# Phare de Punta Carnero
Le Phare de Punta Carnero est un phare situé sur le promontoire du nom de Punta Carnero au sud d'Algésiras dans la province de Cadix en Andalousie (Espagne). Il domine le Détroit de Gibraltar
Il est géré par l'autorité portuaire du port de la baie de Gibraltar.

## Histoire
C'est une tour cylindrique de 19 m de haut, avec galerie et lanterne gris métallique,
attenante à la maison de gardiennage d'un seul étage.La tour est non peinte. Il possède Sirène de brouillard émettant la lettre "K" en morse toutes les 30 secondes.
Ce phare est érigé à l'entrée occidentale de la baie de Gibraltar, directement en face du Rocher de Gibraltar. Le phare est similaire au phare de Chipiona qui fut aussi conçu par Jaime Font. Il est localisé sur Punta Carnero à environ 10 km au sud d'Algésiras sur route provinciale.
Identifiant : ARLHS : SPA-203 ; ES-20110 - Amirauté : D2420 - NGA : 4128 .
|          |
| La phare |

|               |
| Punta Carnero |

### Lien connexe
- Liste des phares d'Espagne